# Episodi di Bravo Dick (ottava stagione)
L'ottava stagione della serie televisiva Bravo Dick è stata trasmessa in anteprima negli Stati Uniti d'America dalla CBS tra il 18 settembre 1989 e il 21 maggio 1990.
| nº | Titolo originale              | Titolo italiano | Prima TV USA      | Prima TV Italia |
| -- | ----------------------------- | --------------- | ----------------- | --------------- |
| 1  | Don't Worry Be Pregnant       |                 | 18 settembre 1989 |                 |
| 2  | Get Dick                      |                 | 25 settembre 1989 |                 |
| 3  | Poetry and Pastries           |                 | 2 ottobre 1989    |                 |
| 4  | Utley Exposed                 |                 | 16 ottobre 1989   |                 |
| 5  | Ramblin' Michael Harris       |                 | 23 ottobre 1989   |                 |
| 6  | Meet Michael Vanderkellen     |                 | 13 novembre 1989  |                 |
| 7  | Good Lord Loudon              |                 | 20 novembre 1989  |                 |
| 8  | Cupcake in a Cage             |                 | 4 dicembre 1989   |                 |
| 9  | Attack of the Killer Aunt     |                 | 11 dicembre 1989  |                 |
| 10 | I Like You, Butt...           |                 | 18 dicembre 1989  |                 |
| 11 | Jumpin' George                |                 | 1º gennaio 1990   |                 |
| 12 | Lights! Camera! Contractions! |                 | 8 gennaio 1990    |                 |
| 13 | Beauty and the Pest           |                 | 15 gennaio 1990   |                 |
| 14 | Good Neighbor Sam             |                 | 29 gennaio 1990   |                 |
| 15 | Child in Charge               |                 | 5 febbraio 1990   |                 |
| 16 | Seein' Double                 |                 | 19 febbraio 1990  |                 |
| 17 | Born to Be Mild               |                 | 26 febbraio 1990  |                 |
| 18 | Daddy's Little Girl           |                 | 5 marzo 1990      |                 |
| 19 | Georgie and Grace             |                 | 19 marzo 1990     |                 |
| 20 | Handymania                    |                 | 9 aprile 1990     |                 |
| 21 | Dick and Tim                  |                 | 30 aprile 1990    |                 |
| 22 | Father Goose                  |                 | 7 maggio 1990     |                 |
| 23 | My Husband, My Peasant        |                 | 14 maggio 1990    |                 |
| 24 | The Last Newhart              |                 | 21 maggio 1990    |                 |